# Max Boyce
Pour les articles homonymes, voir Boyce.
 (mars 2012).
Si vous disposez d'ouvrages ou d'articles de référence ou si vous connaissez des sites web de qualité traitant du thème abordé ici, merci de compléter l'article en donnant les références utiles à sa vérifiabilité et en les liant à la section « Notes et références ».
Max (Maxwell) Boyce est un chanteur et humoriste gallois né le 7 septembre 1943 à Glynneath.
Ancien mineur de charbon, il devient célèbre pendant les années 1970 avec le succès de son spectacle humoristique et musical concernant le rugby à XV et ses origines ouvrières dans les communautés du pays de Galles méridional. Son album We All Had Doctors' Papers (en) se classe en tête des ventes au Royaume-Uni en 1975 : c’est la première fois qu’un disque humoristique devient no 1 du hit-parade britannique.
Sa chanson la plus connue est Hymns and Arias, qui raconte l'histoire d'une victoire de l'équipe galloise de rugby contre l'équipe anglaise à Twickenham. Elle est souvent chantée par les spectateurs dans les matchs de l'équipe galloise, ainsi que par les supporteurs de l'équipe de football de Swansea City.

## Discographie
- 1971 : Max Boyce in Session (Cambrian Records)
- 1971 : Caneuon Amrywiol (Cambrian Records)
- 1974 : Live at Treorchy (en) (EMI)
- 1975 : We All Had Doctors' Papers (en) (EMI)
- 1976 : The Incredible Plan (EMI)
- 1977 : The Road and Miles (EMI)
- 1978 : I Know 'Cos I Was There (EMI)
- 1979 : Not That I Am Biased (EMI)
- 1980 : Me and Billy Williams (EMI)
- 1980 : Farewell to the North Enclosure (EMI)
- 1981 : It's Good to See You (EMI)
- 1987 : Troubadour (EMI)